# Xã Odee, Quận Meade, Kansas
Xã Odee (tiếng Anh: Odee Township) là một xã thuộc quận Meade, tiểu bang Kansas, Hoa Kỳ. Năm 2010, dân số của xã này là 37 người.